# Frank Salemme
Francis P. "Cadillac Frank" Salemme, o Salemone (Weymouth, 18 agosto 1933 – Springfield, 13 dicembre 2022), è stato un mafioso e collaboratore di giustizia statunitense, di origini italiane.
Era un membro della famiglia Patriarca, di cui è stato anche boss.

## I primi anni
Nel 1969, Salemme abbandonò il Massachusetts dopo essere stato accusato di tentato omicidio. Fu catturato nel 1971, a New York, da parte dell'agente FBI John Connolly e fu condannato a diciassette anni di prigione.

## Attività criminale
Nel 1989, Salemme fu scarcerato e cominciò ad aggregare un po' di uomini per entrare nella Famiglia Criminale Patriarca. In quello stesso anno, Salemme cominciò ad essere preso di mira da Angelo "Sonny" Mercurio, il quale gli tese una trappola fuori da un ristorante nel Massachusetts, dove fu ferito al torace e ad una gamba.
Il figlio di Salemme offrì una nuova opportunità al padre, facendo confluire altri uomini nella banda. Salemme cominciò ad estorcere una troupe cinematografica, che si era recato a Boston, nell'area di Salemme, per lavoro; intenzionata ad evitare di pagare elevati salari per Salemme, la troupe segnalò questo problema all'FBI, senza ottenere risultati significativi.
Nel gennaio 1995, Salemme fu accusato d'estorsione, insieme a James Bulger e Stephen Flemmi; e fu arrestato a Fort Lauderdale, Florida e condannato a 11 anni di prigione. Mentre scontava la sua condanna, Salemme si accordò per divenire un informatore dell'FBI. Nel 2003, Salemme fu liberato ed apparve di fronte ad un comitato Congressuale.

### Ultimi anni e morte
Nel novembre 2004, Salemme fu di nuovo arrestato per un suo presunto omicidio del 1993 nei confronti del proprietario di una discoteca, tale Steve Disarro. 
È morto il 13 dicembre 2022 all'età di 89 anni.